# Чорногорська література
Чорногорська література — це історична та сучасна література, твори якої написані в Чорногорії чорногорською, сербською та іншими суміжними мовами з IX століття до теперішнього часу.

## Характеристика

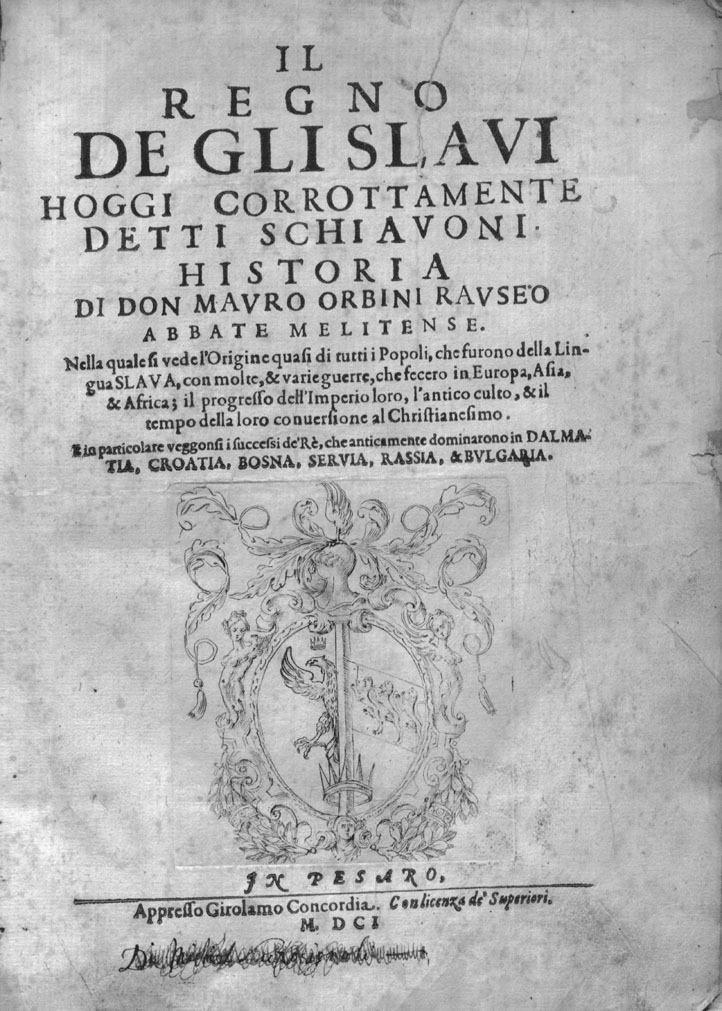
Літопис священика Дукляніна

Хоча є твори, написані щонайменше 800 років тому (на кшталт «Літопису священика Дукляніна»), найважливішими представниками чорногорської літератури є письменники та поети, які жили в XIX та XX століттях і писали переважно сербською мовою.
У IX столітті священик Дукля у літописі використовував латинську, глаголичну, кириличну та грецьку писемність. Хоча сліди латинської та грецької грамотності в дуклянському періоді частково збереглися, в слов’янській мові є лише непрямі свідчення грамотності. 
Перші літературні твори були написані Чорногорії десять століть тому, а перша чорногорська книга була надрукована 500 років тому. У Венеційському Каттаро (Котор) існував гурт письменників і поетів, які впроваджували культуру Ренесансу в прибережній Чорногорії, пишучи латинською та італійською мовами: Людовико Паскуалі, Джованні Бона де Боліріс, Джованні Поліца, Джорджіо Бісанті, Жироламо Піма, Тімотео Сісілья, Джованні Крусала, Джузеппе Бронза та Жироламо Панізцола.
Перша державна друкарня (видавничий дім Чорноєвичів) була розташована на Цетинє в 1494 році, де в тому ж році була надрукована перша південнослов'янська книга (Октоїх). У чорногорських монастирях зберігається низка середньовічних рукописів, що датуються XIII століттям.
На основі традиційної усної народної епічної поезії написані твори автором Петро II Петрович Негош. Його епос "Гірський вінок", написаний на сербському просторіччі, представляє центральну точку культури чорногорських сербів.
Найбільш відомими сучасними поетами є: Бальша Бркович, Борислав Йованович та Єврем Бркович.

## Найбільш відомі твори

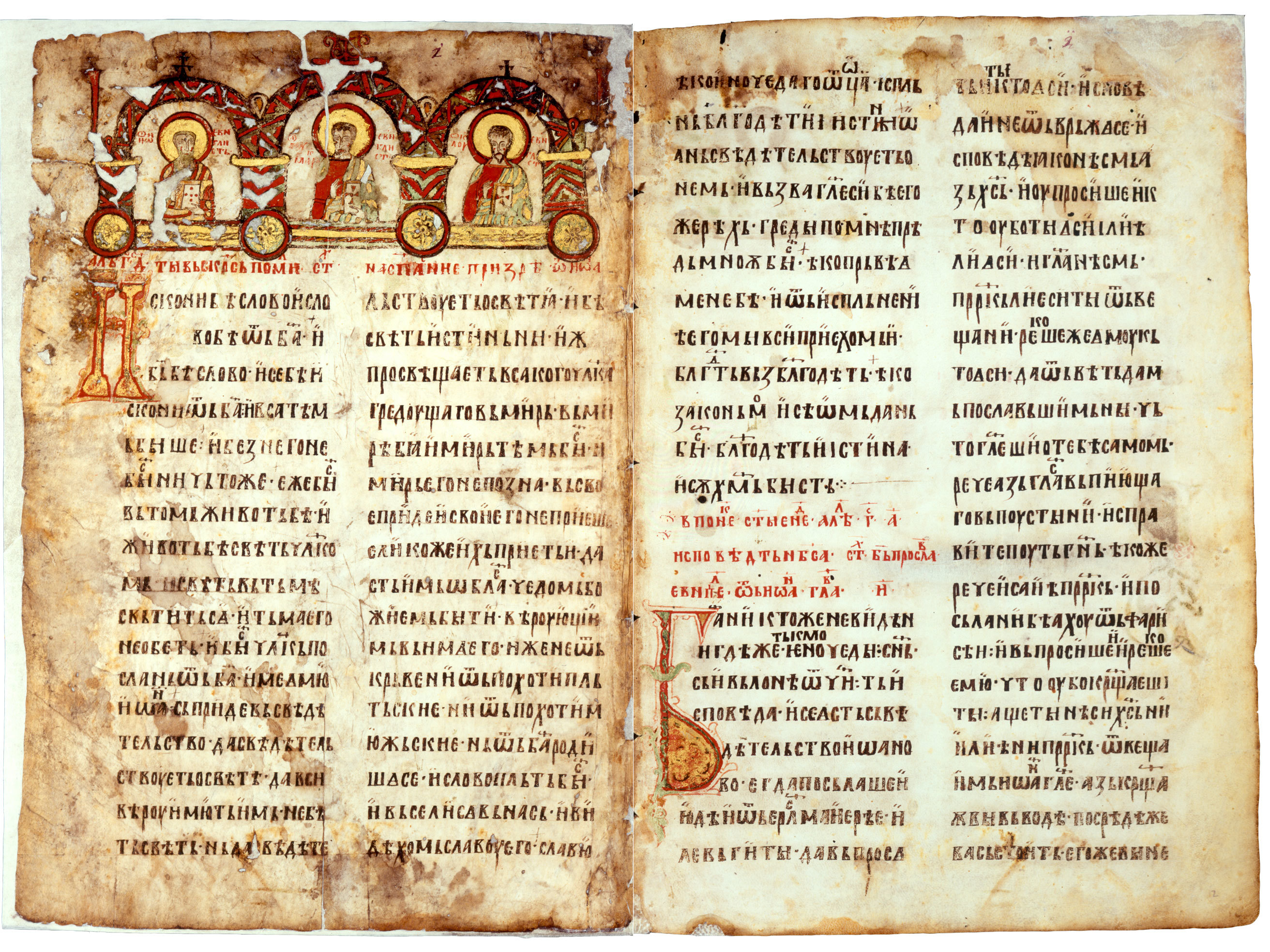
Євангеліє від Мирослава

- "Літопис священика Дукляніна"
- "Євангеліє від Мирослава"
- "Октоїх"
- "Гірський вінок"

## Історія чорногорської літератури
Найповнішою історією чорногорської літератури є тритомна «Історія чорногорської літератури» загальною кількістю 1620 сторінок, авторами якої є Радослав Роткович, Новак Кілібарда та Мілорад Нікчевич.

## Автори

Петро II Петрович Негош

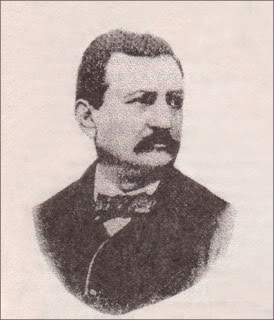
Степан Митров Любіша

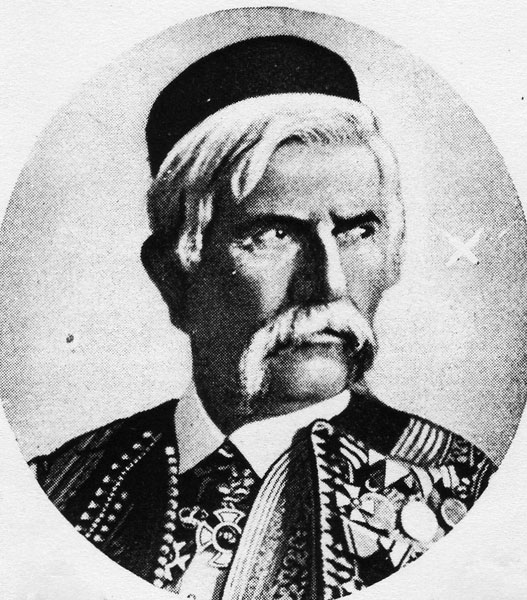
Марко Мілянов

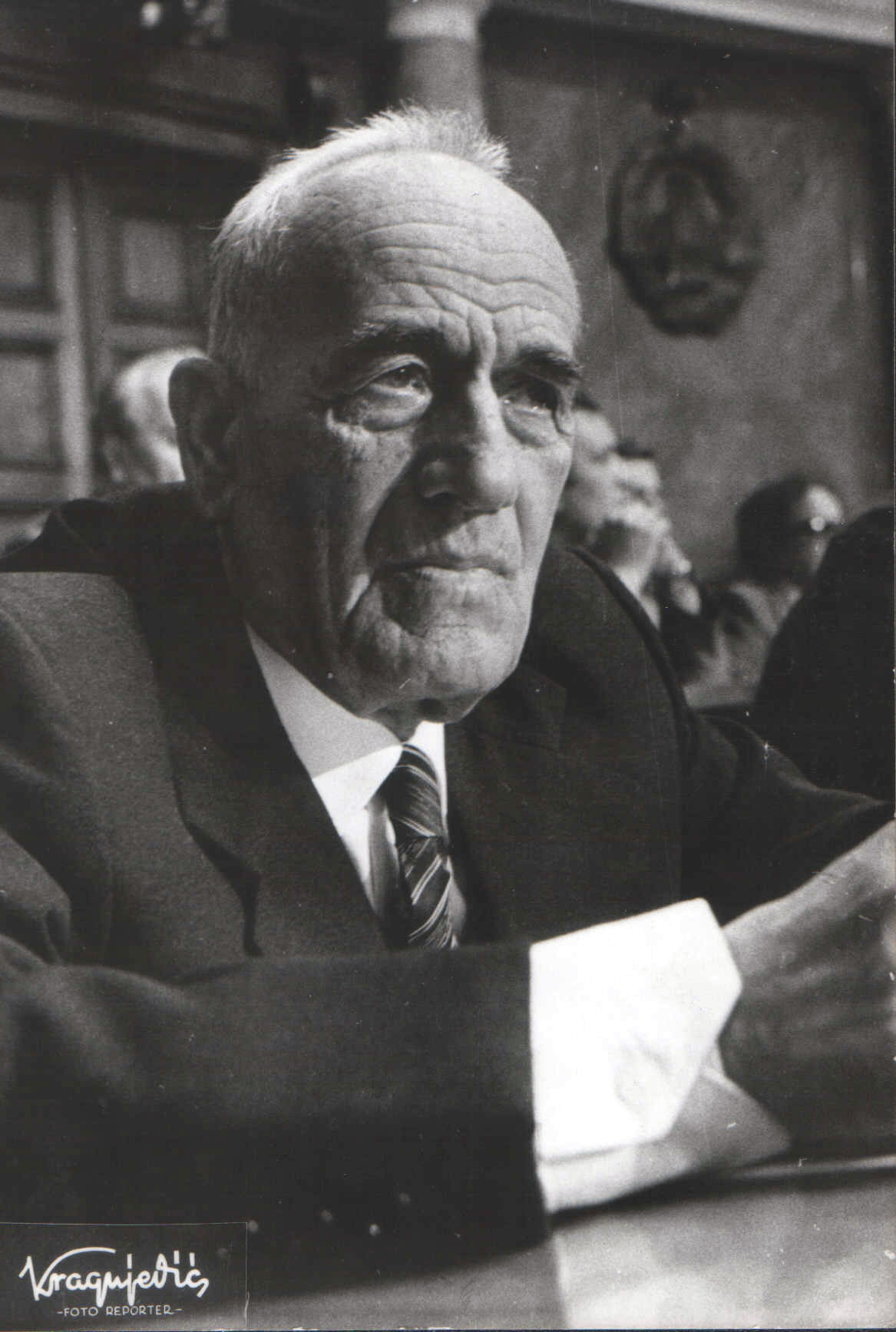
Михайло Лалич

### Гуманізм і ренесанс
- Джованні Бона Боліріс
- Людовико Паскуалі

### XVIII та XIX століття
- Андрія Змаєєвич, поет і теолог епохи Бароко
- Владика Василіє
- Петро I Петрович-Негош
- Петро Петрович Негош, відомий просто як Негош, князь-єпископ Чорногорії з 1830 до 1851 року, який вважається найбільшим чорногорським письменником (для чорногорців це як Шекспір для англійців або Данте для італійців)
- Степан Митров Любіша з Будви, який писав новели, головним чином про рідне місто
- Марко Мілянов, відомий провідник племені, перетворився на письменника, описав етичний ідеал чорногорців XIX століття
- Іван Мажуранич - хорват, написав чорногорський епос "Smrt Smail-age Čengića"

### XX століття
- Михайло Лалич
- Мілован Джілас
- Радован Зогович
- Міодраг Булатович
- Чедо Вукович
- Мірко Ковач
- Драган Радулович
- Борислав Пекич
- Вітомир Ніколич

### Сучасна література
- Бальша Бркович
- Борислав Йованович
- Єврем Бркович
- Андрій Ніколаїдіс
- Таня Бакич
- Драгана Кршенкович Бркович

## Вибрані збірки
- "Морква на асфальті" ("Koret na asfaltu") — перша антологія сучасної чорногорської жіночої поезії, 2013 рік [2][3][4]